# Nemapteryx augusta
Nemapteryx augusta es una especie de pez de la familia Ariidae en el orden de los Siluriformes.

## Morfología
Los machos pueden llegar alcanzar los 60 cm de longitud total.

## Alimentación
Come peces Chanidae y Melanotaeniidae.

## Hábitat
Es un pez de agua dulce y de clima tropical

## Distribución geográfica
Se encuentra en el río Fly (Papúa Nueva Guinea ).